# Chiorda
La Chiorda è stata una casa ciclistica italiana, particolarmente attiva fino ai primi anni settanta nelle competizioni  legate al ciclismo su strada. Passata sotto il controllo della Bianchi oggi il marchio viene gestito dal Gruppo Cycleurope AB.

## Storia
Nata ad Albino nei primi anni del novecento, su iniziativa di tre fratelli: Carlo, Vito, ed Ettore Noris Chiorda, come piccola realtà artigianale legata al settore delle due ruote, sin da principio l'officina a conduzione famigliare acquisì grande notorietà per la realizzazione di biciclette da corsa. Nel 1906, infatti, il giovane corridore dilettante Ettore Noris Chiorda vinse con un modello di sua produzione il campionato sociale UCB, partecipando inoltre al Giro d'Italia del 1922.
Rilevata dall'imprenditore bergamasco Angelo Trapletti all'inizio degli anni sessanta, la produzione della Chiorda assunse finalmente una dimensione di stampo industriale, spostandosi da Albino in uno stabilimento a Vigano San Martino, proponendo per qualche tempo biciclette anche con l'esclusiva etichetta Magni.
Grazie al buon esito delle vendite, l'azienda puntò ad allargare i propri orizzonti pure nell'ottica della vendita di ciclomotori, e per tale ragione, approfittando dei fondi messi a disposizione dalla Cassa del Mezzogiorno, decise di aprire a Cisterna di Latina una seconda fabbrica, destinata ad accogliere tale attività, la Chiorda Sud.
Nonostante l'insorgere della crisi del mercato della bicicletta, strettamente connessa al fenomeno della motorizzazione di massa che in quegli anni colpì duramente pure un costruttore di maggiore spessore come la Bianchi - altra realtà rilevata dal Trapletti - le attività della Chiorda continuarono a crescere fino ai primi anni settanta, quando la proprietà scelse di indirizzare la gran parte degli investimenti sul marchio Bianchi, più conosciuto a livello internazionale. Cessata la fornitura di biciclette alla squadra corse Salvarani, la Chiorda in assenza di una precisa strategia commerciale andò incontro ad una crisi di mercato, e dopo il trasferimento delle attività presso la sede Bianchi a Treviglio (quest'ultima inaugurata nel 1967), rimase attiva per qualche tempo la sola fabbrica di Cisterna di Latina (dove vennero concentrate le linee di montaggio di alcune biciclette Bianchi), finché la famiglia Trapletti decise di riconvertirla alla produzione di macchine da caffè, tramite la controllata Bianchi Industry.
Ad oggi le biciclette Chiorda continuano ad essere commercializzate dal Gruppo svedese Cycleurope AB.